# Bagualosaurus
Bagualosaurus agudoensis
Genre
Espèce
Bagualosaurus est un genre fossile de dinosaures Sauropodomorpha de la séquence de Candelária (formation supérieure de Santa Maria) au Brésil, datant d'environ 230 millions d'années dans le Carnien du Trias tardif. Il comprend une espèce, Bagualosaurus agudoensis.

## Découverte

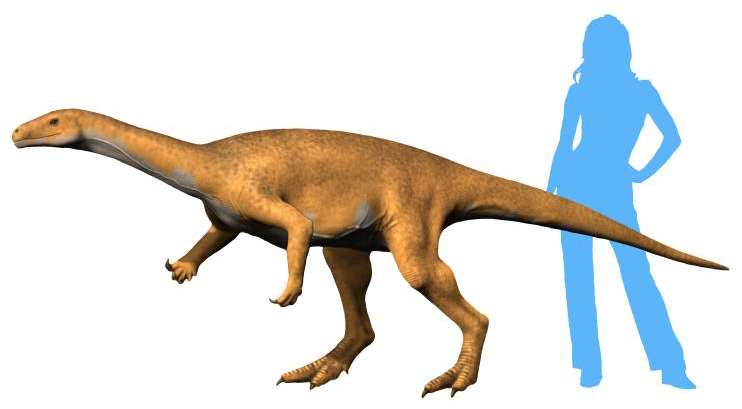
Vue d'artiste et comparaison de taille.

En 2007, dans un ravin de l'affleurement de Janner, près d'Agudo dans le Rio Grande do Sul, un squelette de Sauropodomorpha a été excavé. Il a été retiré en un seul bloc de pierre. Pendant cinq ans, il est resté sans préparation dans la collection du Laboratório de Paleovertebrados da Universidade Federal do Rio Grande do Sul, conservée par Cesar Leandro Schultz. En 2012, Flávio Augusto Pretto a commencé à étudier le spécimen. En 2018, Pretto, Max Cardoso Langer et Schultz ont nommé et décrit l'espèce type Bagualosaurus agudoensis. Le nom générique est dérivé de bagual, "camarade fortement construit" dans le dialecte du Rio Grande do Sul, en référence aux membres postérieurs forts. Le nom spécifique fait référence à la provenance d'Agudo.
L'holotype, UFRGS-PV-1099-T, a été trouvé dans une couche de mudstone rouge de la séquence de Candelária datant du Carnien tardif. Il s'agit d'un squelette partiel avec crâne. Il contient les parties inférieures du crâne, les mâchoires inférieures, neuf vertèbres du tronc, trois vertèbres sacrées, deux vertèbres caudales, des côtes, des gastralia, des chevrons, les deux iliaques, le pubis droit, les deux fémurs, les deux tibias, les deux fibula et la majeure partie du pied gauche. Le squelette était partiellement articulé mais a été endommagé par l'érosion. Il a été trouvé sur le dos avec les membres postérieurs relevés, une position rare pour les fossiles d'Archosauria.

## Description
Bagualosaurus était un Sauropodomorpha basal de taille modeste, mesurant environ 2,25 mètres de long et qui, d'après sa dentition, était principalement herbivore. Les caractéristiques de son crâne et de sa structure dentaire sont similaires à celles de Pampadromaeus, qui provient des mêmes gisements, et à celles de Sauropodomorpha noriens ultérieurs tels que Pantydraco, Efraasia et Plateosaurus. Cependant, son squelette post-crânien ressemble à des formes plus anciennes. De même, il est un peu plus petit que les Sauropodomorpha noriens, mais significativement plus grand (~45% basé sur la longueur fémorale) que les autres Sauropodomorpha de l'époque carnienne, ce qui suggère qu'il est en transition entre les Sauropodomorpha de son époque et leurs descendants noriens ultérieurs.

### Publication originale
- (en) Flávio A Pretto, Max C Langer et Cesar L Schultz, « A new dinosaur (Saurischia: Sauropodomorpha) from the Late Triassic of Brazil provides insights on the evolution of sauropodomorph body plan », Zoological Journal of the Linnean Society, vol. 185, no 2,‎ 18 janvier 2019, p. 388–416 (ISSN 0024-4082 et 1096-3642, DOI 10.1093/zoolinnean/zly028, lire en ligne, consulté le 4 janvier 2023).